# Tarumizu
Tarumizu (japanska: 垂水市?, Tarumizu-shi) är en stad i södra Japan, och är belägen i prefekturen Kagoshima. Tarumizu fick stadsrättigheter den 1 oktober 1958.